# قرار مجلس الأمن التابع للأمم المتحدة رقم 936
قرار مجلس الأمن التابع للأمم المتحدة رقم 936، الذي تم تبنيه بالإجماع في 8 يوليو 1994، بعد إعادة التأكيد على القرارين 808 (1993) و827 (1994)، عين المجلس ريتشارد غولدستون، قاضي في المحكمة الدستورية لجنوب أفريقيا، مدعياً عاماً في المحكمة الجنائية الدولية ليوغوسلافيا السابقة.

## روابط خارجية
- نص القرار في undocs.org